# 경북도민일보
경북도민일보는 경상북도의 지역 신문사이다.

## 연혁
- 2004년 3월 30일 창간.